# Jamboree (scout)

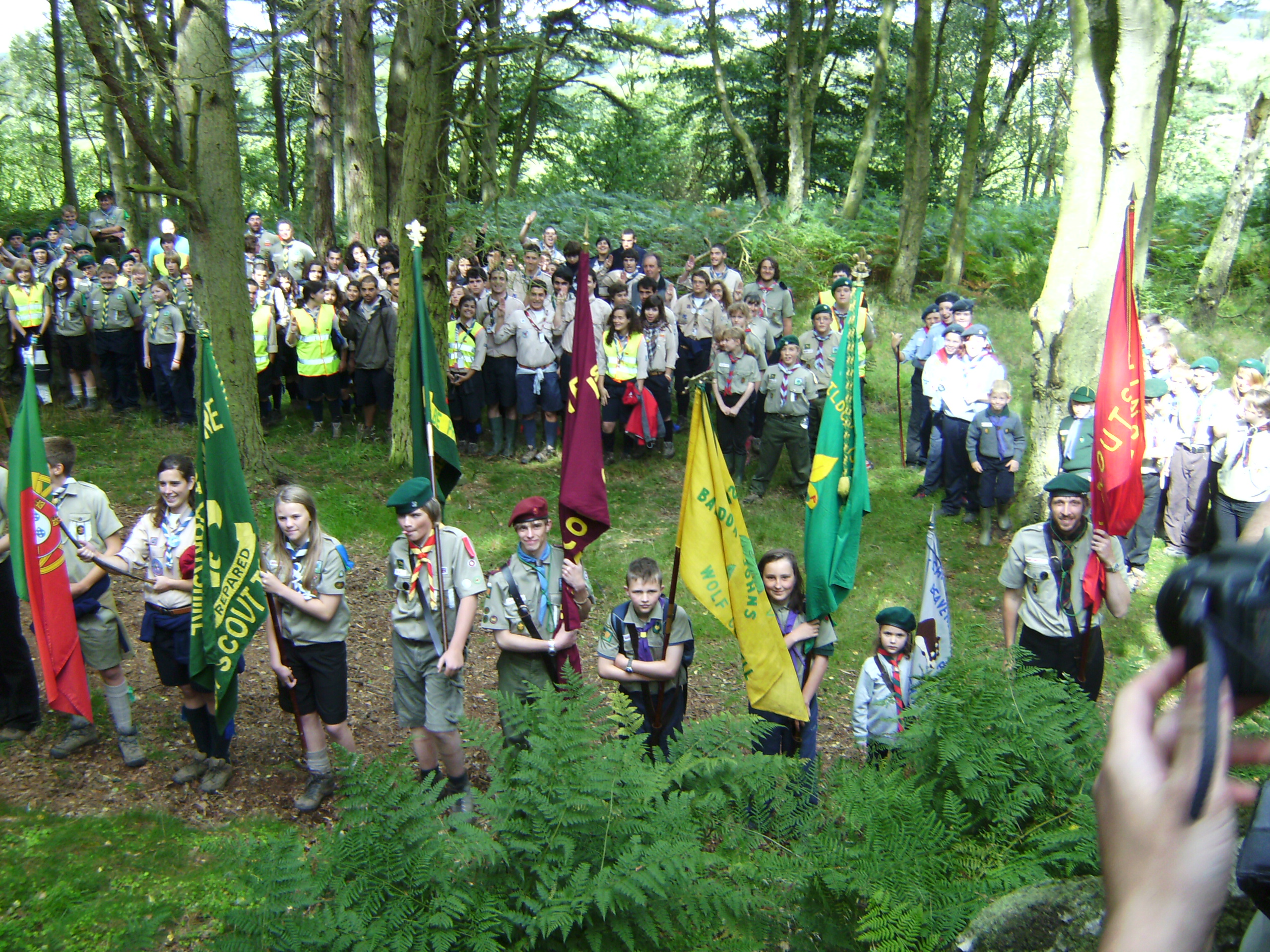
Un jamboree

Il jamboree nel gergo scout è un raduno di scout, che può essere mondiale, europeo (eurojam), nazionale, regionale, locale ecc.
A fianco del jamboree mondiale, il Jamboree per antonomasia, esistono numerose manifestazioni che fanno uso di tale nome. 
Va notato che in Italia raramente si usa il termine jamboree per eventi nazionali, preferendo nomi come "campo nazionale".

## Storia
Il nome gli fu dato da Robert Baden-Powell, fondatore dello scautismo. Pare che il termine indicasse, a quei tempi, un giochetto simile allo shangai, prima di essere accolto da molti vocabolari sotto il significato di "raduno scout"; letteralmente significa "marmellata di ragazzi", dall'unione della parole inglesi jam e boy. Baden-Powell gli diede questo nome perché voleva che un giorno tutti gli scout del mondo si incontrassero in un luogo per fare un campo insieme e quindi una "marmellata" di colori e usanze.
Alcuni Jamboree mondiali hanno avuto un significato particolare nella storia dello scautismo:
- Il terzo jamboree mondiale, detto anche Coming of age Jamboree, si è svolto nel 1929 in Inghilterra per festeggiare la "maggiore età" dello scautismo.[1]
- Il sesto jamboree mondiale, detto anche Jamboree della pace, si è svolto nel 1947 a Moisson, in Francia, per celebrare la fine della seconda guerra mondiale e la ritrovata pace, contribuendo a riappacificare i popoli tramite la fraternità scout.
- Il nono jamboree mondiale, detto anche Jamboree del Giubileo, si è svolto nel 1957 a Sutton Park, in USA, per celebrare il mezzo secolo del movimento scout.
- Il ventunesimo jamboree mondiale, detto anche Jamboree del centenario si è svolto dal 27 luglio all'8 agosto 2007 in Inghilterra: in contemporanea all'evento, il 1º agosto 2007 alle ore 8:00 secondo i vari fusi orari, si è svolto il Rinnovo mondiale della promessa scout, in occasione dei 100 anni dalla fondazione del movimento.

## Tipi di jamboree

### Jamboree mondiali
- World Scout Jamboree, raduno mondiale di scout
- World Deaf Scout Jamboree, raduno mondiale di scout sordi
- Jamboree On The Air (JOTA), raduno di scout via radio
- Jamboree On The Internet (JOTI), raduno di scout su internet
- Jamboree On The Trail (JOTT), raduno itinerante di scout

### Jamboree internazionali
- Pan-American Scout Jamboree, raduno di scout dalla regione Pan-Americana dell'Organizzazione mondiale del movimento scout
- Eurojam, raduno di scout della regione europea dell'Organizzazione mondiale del movimento scout
- Central European Jamboree, raduno di scout dall'Europa centrale

### Jamboree nazionali
Elenco incompleto a puro titolo esemplificativo
- National Scout jamboree, raduno degli scout di uno stesso paese
- Canadian Scout Jamboree, raduno di scout canadesi
- Australian Scout Jamboree, raduno di scout dall'Australia
- Nippon Jamboree, raduno di scout giapponesi.
- Camp Nawaka, raduno di scout nautici olandesi
- Campo Nazionale, raduno degli scout di una stessa associazione scout italiana